# Johann Flierl

Johann Flierl mit 20 Jahren

Johann Flierl (* 16. April 1858 in Buchhof, Oberpfalz; † 30. September 1947 in Neuendettelsau) war ein deutscher evangelisch-lutherischer Missionar und Gründer der Neuendettelsauer Mission in Neuguinea. Seine Arbeit löste die größte lutherische Missionsbewegung der Kirchengeschichte aus und führte zur Gründung der Evangelisch-Lutherische Kirche von Papua-Neuguinea im Jahr 1956, eine der größten lutherischen Kirchen in der südlichen Hemisphäre.

## Leben
Flierl wurde am 16. April 1858 im Weiler Buchhof, südlich von Fürnried in der Gemeinde Birgland als jüngstes von sieben Kindern der Kleinbauern Kunigunde geb. Danhauser von Mittelreinbach und Konrad Flierl geboren.
Von Mai 1864 bis zum Frühjahr 1871 besuchte er mit 120 anderen Kindern die Dorfschule in Fürnried. Der Wunsch, Missionar zu werden, erwachte in Flierl bereits im Alter von acht oder neun Jahren. In der Dorfschule wurde das bunte Calwer Kindermissionsblatt an die älteren Schüler verteilt. Flierl, schon als Kind ein leidenschaftlicher Leser und immer auf der Suche nach neuer Lektüre, erhielt auf sein Bitten hin ebenfalls einige Hefte. Flierl selbst schreibt, dass durch diese Calwer Kindermissionsblatt an ihn der „innere Ruf zur Heidenmission“ erging.
Am Palmsonntag des Jahres 1871 wurde er in der Kirche St. Willibald in Fürnried konfirmiert.
Flierl trat im Frühjahr 1875 17-jährig in die Neuendettelsauer Missionsanstalt ein.
An Ostern 1878 fand Flierls Aussendungsfeier in der Dorfkirche zu Neuendettelsau statt. In dieser Aussendungsfeier wurden neben Flierl, der nach Australien abgeordnet wurde, Flierls Brüder Gottlieb Berkemeier, Paul Liedtke und Adam Schmidtkonz nach Amerika abgeordnet.
Am 5. Oktober 1882 heiratete Flierl die Pfarrerstochter Beate Maria Louise Auricht (1861–1934). Sie folgt ihm 1888 nach Altsimbang. 1890 kam dort Tochter Dora zur Welt. 1892 folgte Sohn Wilhelm auf der Station Obersimbang. 1894 erblickte Tochter Elisabeth in der Missionsstation auf dem Sattelberg das Licht der Welt. Johannes kam ebenfalls auf dem Sattelberg im Jahre 1895 zur Welt.
Flierl verstarb im Alter von 89 Jahren, 5 Monaten und 14 Tagen in Neuendettelsau und wurde dort auch beerdigt. Seine vier Kinder waren ebenfalls in der Mission tätig. Die Tochter Elise heiratete den Missionar und Sprachwissenschaftler Georg Pilhofer. Einer von dessen Enkeln ist der evangelisch-lutherische Theologe Peter Pilhofer. In Papua Neuguinea gibt es heute rund 2 Millionen Lutheraner bei einer Bevölkerung von 8 Mio. Einwohnern.

## Wirken
Nach seiner Aussendungsfeier reiste Flierl auf seiner ersten Reise außerhalb Bayerns zusammen mit seinem Bruder Friedrich Wilhelm Matschoss über Hamburg nach London. Dort bestieg er nach Pfingsten 1878 in London den Dampfer Somersetshire. An Bord dieses Dampfers umschiffte er das Kap der Guten Hoffnung und erreichte nach sieben Wochen Melbourne.
Am 17. August 1878 kam Flierl in Light Pass bei Missionspräses Pastor Gustavus Julius Rechner an, im September 1878 wurde Flierl in Tanunda ordiniert.

### Killalpaninna (1878–1885)
Im Oktober 1878 reiste Flierl zusammen mit Bruder Carl August Meyer und dessen Frau zur Missionsstation Killalpaninna um sich als Missionar unter den Dieri zu betätigen. Für die knapp 1.000 Kilometer benötigten sie vier Wochen per Bahn, Postkutsche und zu Fuß. An dieser Missionsstation verbrachte er seine sieben Lehrjahre. Flierl baute sich dort eine Hütte mit drei Schlafzimmern. Während seiner Zeit in Killalpaninna erhielt er die Erlaubnis, im Oktober 1882 nach Adelaide zurückzukehren und Louise zu heiraten. Während seiner Abwesenheit wurde er von seinem Cousin Johann Flierl vertreten.
In den Jahren 1884 und 1885 erfuhr Flierl durch Zeitungsberichte über die Errichtung einer deutschen Kolonie im nordöstlichen Teil der Insel Neuguinea (Kaiser-Wilhelms-Land). In einem Brief, den er an sein Stammhaus in Neuendettelsau und abschriftlich an das australische Missionskomitee schickte, warb er dafür, dass die deutschen Lutheraner in Australien eine Mission in der neuen Kolonie beginnen sollten. Gleichzeitig erklärte er seine Bereitschaft, „als Bahnbrecher dorthin zu gehen“.
Nach seiner Abberufung im August 1885 bereitete er noch einige Monate seinen Auszug vor und verließ dann die Missionsstation.

### Cape Bedford (1885–1886)
Im November 1885 verließ Flierl die Missionsstation Killalpaninna in Begleitung von Johann Biar aus St. Kitts mit dem Ziel Kaiser-Wilhelms-Land (Neuguinea). Am 10. November 1885 fand Flierls Abordnungsfeier in der Kirche in Langmeil bei Tanunda statt. Auf dem Europa-Dampfer Iberia fuhren sie von Adelaide nach Sydney. In Sydney wurde ihnen vom deutschen Generalkonsul mitgeteilt, dass die einzige Schiffsverbindung von Cooktown nach Finschhafen von der Neuguinea-Kompagnie betrieben wurde, auf dieser jedoch lediglich Angehörige der Firma transportiert würden. Ausnahmen müssten von der Zentrale in Berlin genehmigt werden. Flierl sandte sofort Briefe nach Light Pass und Neuendettelsau mit der Bitte, die erforderlichen Anträge in Berlin zu stellen.
Flierl und Biar begaben sich an Bord eines Küstendampfers in die Gegend von Cooktown, um dort auf die Möglichkeit zu warten, ein Schiff Richtung Kaiser-Wilhelms-Land zu besteigen. Die wenig konstruktive Haltung der Neuguinea-Kompagnie zwang Flierl und Biar zu einem mehrmonatigen Aufenthalt in Cooktown. Flierl versuchte dort, so viele Kontakte wie möglich zu knüpfen. Auch mit durchreisenden deutschen Kolonialbeamten kam er dabei regelmäßig in Kontakt. Über diese Treffen resümierte Flierl: „Die Companie will die Eingeborenen ausbeuten, schonungslos; die Mission, deren Bestes suchen, beides vertrüge sich nicht nebeneinander.“
In Cooktown angekommen, warteten sie auf den kleinen Dampfer Papua, der aus Finschhafen erwartet wurde. Ihre Hoffnung, mit diesem Schiff die viertägige Reise nach Papua-Neuguinea antreten zu können, war ohnehin verschwindend gering. Allerdings strandete die Papua auf ihrer ersten Fahrt von Finschhafen nach Cooktown am 9. Dezember 1885 am Osprey Reef und ging mit fast der ganzen Ladung verloren. Alle Besatzungsmitglieder konnten gerettet werden, sie kamen auf Beibooten nach Cooktown.
Während seines Aufenthalts erkannte Flierl, dass es sich bei seinem Aufenthaltsort um ein gutes Missionsgebiet handelte. Deshalb stieg er in Verhandlungen mit der Regierung von Queensland ein über die Errichtung einer Missionsstation in Cape Bedford in der Nähe von Cooktown und einer weiteren Missionsstation am Bloomfield River. Im Januar 1886 reiste er begleitet von Johann Biar, Martin Doblies einem Aborigine-Polizisten und einem Team von Aborigine-Helfern weiter nach Cape Bedford, etwa 30 km nördlich von Cooktown. Dort errichteten sie die Missionsstation Cape Bedford.
Nach etlichen Monaten erhielt Flierl die Nachricht, dass der Kapitän in Cooktown per Kabeltelegramm angewiesen worden wäre, ihn gratis erster Klasse von Cooktown nach Finschhafen zu befördern.

### Neuguinea (ab 1886)
Anfang Juli 1886 trat Flierl auf dem hölzernen Dampfer Ottilie, dem Ersatzschiff für die untergegangene Papua, seine Reise nach Neuguinea an.
Am 12. Juli 1886 erreichte er schließlich als erster protestantischer Missionar das neue deutsche Schutzgebiet. Nach seiner Ankunft in Finschhafen wurde er von Landeshauptmann Georg von Schleinitz freundlich empfangen und unterstützt. Flierl fand bei seiner Ankunft bereits einige von Angestellten der Neuguinea-Kompagnie errichtete Holzhäuser vor. In einem dieser Häuser mietete er sich ein Zimmer, um dann Ausflüge zu unternehmen, um die Gegend zu erkunden und die Leute kennenzulernen. Flierl nahm auch die Gelegenheit wahr, auf dem Dampfer Ottilie andere Landesteile von Kaiser-Wilhelms-Land kennenzulernen.

#### Gründung der Missionsstation Simbang (Altsimbang)
Im September 1886 bekam Flierl Unterstützung von Johann Tremel, ein Missionar, der ebenfalls in Neuendettelsau ausgebildet worden war. Flierl und Tremel schätzten den Erfolg ihrer Mission höher ein, wenn sie unter dem Volk wohnen würden. So beschlossen sie eine erste Station zu gründen. Als Ort wählten sie einen Platz in der nähe des Dörfchens Simbang bei Finschhafen. Mit einem Boot, das ihnen von der Neuguinea-Kompagnie zur Verfügung gestellt wurde, erreichten sie am 8. Oktober 1886 den Ort ihrer ersten Missionsstation. Obwohl es im Vorfeld der Landung Gespräche mit den Einheimischen gegeben hatte, gab es in den ersten Tagen nach Flierls und Tremels Landung Auseinandersetzungen mit den Einheimischen. Flierl berichtet sogar von einem Angriff mit einer Axt.
Nach dem Axtangriff versuchten Dorfhäuptlinge zu vermitteln. Am Ende dieser Verhandlungen wurde festgehalten, dass Flierl und Tremel ihre Station bei Simbang bauen sollten. Der Axtangreifer brachte sogar eine klein Sühnegabe. Nach diesen Anfangsschwierigkeiten konnten sie beginnen, die Missionsstation zu bauen. Unterstützung unterhielten sie anfangs von Martin Doblies, einem in Breklum ausgebildeten Litauer, der sich aber mit Malaria infizierte und deswegen bald nach Queensland zurückging. Sie errichteten zunächst eine Schule und dann ein Haus, das Flierl und Tremel noch in der ersten Jahreshälfte 1887 selbst bezogen. Ebenfalls im Jahr 1887 traf Georg Bamler, ein neuer Missionar aus Neuendettelsau zur Verstärkung in Simbang ein.
Ende des Jahres 1887 reiste Flierl nach Südaustralien zurück und holte seine Frau Louise nach, die über zwei Jahre in ihrem Elternhaus gewartet hatte. Anfang Juni 1888 traf sie als erste Missionarsfrau in Kaiser-Wilhelms-Land ein.
1889 traf der Neuendettelsauer Missionar Johann Georg Pfalzer als vierter Missionar auf der Missionsstation Simbang ein.
1890 kam dort Flierls Tochter Dora zur Welt.

#### Missionsstation auf den Tami-Inseln
Mit Zustimmung der Leitung von Neuendettelsau beschlossen die vier Missionare einstimmig, eine Missionsstation auf den Tami-Inseln zu gründen. Die Bewohner der Tami-Inseln konnten auf ihren Inseln nicht ausreichend Nahrung für alle Bewohner der Inseln anbauen, deswegen hatten sie sich auf die Produktion von Haushaltsgegenständen spezialisiert. Die Männer schnitzten kunstvoll verzierte Essmulden, die Frauen nähten Schlafmatten und Regenschirme aus den breiten und langen Blättern der Schraubenbäume. Diese Gegenstände tauschten sie in den Küstendörfern am Festland gegen Lebensmittel ein. Als potenzielle Kunden entdeckten die Tami auch bald die Kolonialisten in Finschhafen und schließlich auch die Missionare in Simbang. Die Tami luden die Missionare auf ihre Inseln ein und forderten sie schließlich auf, auch auf ihren Inseln eine Station zu bauen wie in Simbang. Obwohl sich die Missionare bewusst waren, dass dieses Verhalten mehr Handelspolitik als Gastfreundschaft war, kamen sie dieser Bitte in der Hoffnung nach, dass die Reisetätigkeit der Tami für weitere Missionstätigkeiten nützlich sein könnten. Mit der Gründung der Missionsstation auf der Insel Wonam wurden di Missionare Tremel und Bamler betraut. Sie kamen am 9. November 1889 an, der Erfolg ließ nicht lang auf sich warten, die Inselbevölkerung konnte innerhalb von etwa 20 Jahren christianisiert werden.
Durch den Weggang von Tremel und Bamler blieben Flierl und Pfalzer allein zurück auf der Missionsstation Simbang. Deswegen erhielten sie aus ihrem Mutterhaus bald Unterstützung. Konrad Vetter und Adam Hoh wurden von Neuendettelsau nach Simbang geschickt.

#### Verlegung der Missionsstation Simbang (Obersimbang)
Schon bei der Errichtung von Altsimbang hatte ein Missionar der australischen Methodisten den Neuendettelsauer Missionaren geraten, nicht auf eine Anhöhe, sondern direkt am Strand zu bauen. Deswegen entschieden sich Flierl und seine Kollegen für einen Standort zwischen den Mündungen des Flusses Bubui und des Baches Simbang in unmittelbarer Nähe des Dorfes Simbang. Dies sollte sich aus mehreren Gründen als Fehlentscheidung herausstellen. Wenn Nachbarorte gerade Streit mit Simbang hatten, kamen die Bewohner dieser Orte auch nicht mehr in die Missionsstation. Zudem führten die beiden nahen Flüsse allerlei Unrat mit sich und das Gebiet war nicht hochwassersicher. Bei dem Ereigbnis auf der Ritter-Insel 1888 kam es zu einer Tsunami, bei der sich das Wasser bis unter das Wohnhaus ergossen hatte. Bereits zu Beginn des Jahres 1890 spielte Flierl deswegen mit dem Gedanken, die Station auf einen etwa einen Kilometer hinter der ersten Station gelegenen Grashügel mit genügend Baugrund auf dem Gipfel zu verlegen. Die Bauarbeiten begannen am 13. Oktober 1890. Die Gebäude wurden am alten Standort abgebaut und am neuen Standort besser und schöner aufgebaut. Die Station benannten sie Obersimbang. Sie war das Vorbild für die späteren Stationsanlagen.
1892 wurde Flierls Sohn Wilhelm auf der Station Obersimbang geboren.
1899 konnten in Simbang die ersten beiden Taufen durchgeführt werden.
Die Station tat 17 Jahre ihren Dienst, bevor sie weiter wanderte. Zunächst auf den kleinen Berg Mosam und dann nach Quembang.

#### Verlegung des Sitzes der Kolonialverwaltung
Nach einer Malaria-Epidemie, die zahlreiche Opfer forderte, entschieden sich die Verantwortlichen der Neuguinea-Kompagnie für eine Verlegung der Kolonialverwaltung von Finschhafen in eine klimatisch gesündere Region und wählten zunächst übergangsweise von 1891 bis 1892 die Handelsstation Stephansort. Endgültiger Sitz wurde anschließend Friedrich-Wilhelm-Hafen (heute Madang). Die Missionare wurden von der Kolonialverwaltung über diesen Schritt informiert, entschieden sich mit Unterstützung des Mutterhauses jedoch, am Huongolf zu bleiben. Im Laufe der Zeit stellte sich heraus, dass die Folgen des Wegzugs der Kolonialverwaltung doch nicht so einschneidend waren, wie zunächst befürchtet. Der Huongolf wurde für die Kolonialgesellschaft mehr und mehr zu einem wichtigen Anwerbegebiet, weswegen alle drei bis vier Monate ein kleiner Anwerbedampfer nach Finschhafen kam, der auch Post und Lebensmittel transportierte. Ende der Neunziger Jahre kam dann im Abstand von sechs Wochen ein großer Lloyd-Dampfer zur Langemakbucht bei Simbang.
Der Wegzug der Kolonialverwaltung von brachte für Flierls Missionsbestrebungen allerdings auch positive Effekte mit sich: Dass die Missionare verschont geblieben waren von der Malaria-Epidemie, die vielen Kolonialisten das Leben kostete, und dass sie alleine zurückgeblieben waren, bestärkte bei den Einwohnern von Papua-Neuguinea den Eindruck, dass die Missionare anders wären als die Kolonialisten.

#### Gründung der Bergstation Sattelberg
Nicht nur Flierl selbst, vor allem Tochter Dora aber auch die anderen Missionare litten sehr häufig unter Fieber. Auch Rheuma und Geschwüre traten sehr häufig auf. Als sich Flierl selbst zur Erholung von einer Leishmaniose-Infektion auf ein deutsches Kriegsschiff zu einer Erholungsfahrt begab, riet ihm der an Bord befindliche Militärarzt dazu, Neuguinea zu verlassen. Als Flierl ihm erklärte, dass das nicht möglich wäre, riet ihm der Mediziner dazu, sich auf einen hohen Berg im Inland zu begeben. Zurück in Obersimbang erntete er im Rate der Brüder mit seinem Vorschlag, ins Bergland zu gehen, mehrheitlich Ablehnung. Flierl unternahm trotzdem zusammen mit Adam Hoh, der sich bis zu diesem Zeitpunkt weder ablehnend noch zustimmend zu den Plänen geäußert hatte, eine mehrtägige Tour ins Hinterland von Simbang, ohne jedoch einen passenden Platz für eine Bergstation zu finden. Die nächste Reise unternahm Flierl zusammen mit Georg Pfalzer im März 1892. Eigentlich wollten sie das Cromwell-Gebirge besteigen. Allerdings mussten sie bald umkehren, da die begleitenden Jugendlichen aus Angst vor den im Cromwell-Gebirge lebenden Menschenfresser vom Stamme der Poum desertierten. Deswegen bestiegen sie den Sattelberg, wo sie eine Nacht auf dem Gipfel lagerten. Von den Menschen, die sie dort trafen, wurden sie aufgefordert, eine Station wie in Simbang zu bauen und sagten ihre Hilfe beim Bau der Station zu. Nach Flierls und Pfalzers Rückkehr wurde unter den Missionaren der einstimmige Beschluss gefasst, auf dem Sattelberg eine Bergstation zu errichten.
Flierl zog von da an alle zwei Wochen in Begleitung einiger älterer Schüler aus Simbang für einige Tage auf den Sattelberg, um die Station zu errichten. Die Arbeiter wurden entlohnt. Am 8. November 1892 schließlich zog Flierl mit seiner Familie auf die Station am Sattelberg. Das Umzugsgut wurde auf Kanus nach Katika und von da aus auf den Sattelberg transportiert. Flierls Kinder Dora und Wilhelm wurden beim Umzug in Kisten gebettet und an Stangen transportiert. Flierl selbst bezeichnete den Umzug selbst als Triumphzug, allerdings kam die Ernüchterung schnell. Viele der Umzugskisten wurden während dem Umzug aufgebrochen, sogar Louises Brautkleid wurde gestohlen. Um die Station wurden deswegen Palisaden errichtet. Transporte mussten fortan von Flierl selbst begleitet werden, weswegen abwechselnd immer ein Bruder aus Simbang in der Station auf dem Sattelberg wohnte.
Auf einer Transporttour im Jahr 1893, auf der Flierl zu den Ziegen, die sie bereits auf dem Sattelberg hielten, einige Milchkühe holen wollte, wurde ihm von einem Mann von der Küste sein Reisesack gestohlen. Als Flierl sich beschwerte, griff ihn der Dieb mit einem Speer an. Ein Begleiter namens Zake warf sich dazwischen. Zu Zakes Beweggründe schrieb Flierl „...er wollte doch nicht, daß die Gans getötet werden sollte, von der man auch künftig die goldenen Eier erwartete.“
1894 erblickte Tochter Elisabeth auf dem Sattelberg das Licht der Welt. Johannes kam im Jahre 1895 ebenfalls auf dem Sattelberg zur Welt.
Nach und nach verbesserte sich das Verhältnis der Einheimischen zu den Missionaren. Als Flierl 1898 mit seiner Familie für eineinhalb Jahre in den Urlaub nach Australien verreiste, kamen die Sippenhäupter der nächstgelegenen Dörfer, um Flierl zu verabschieden. Die jungen Leute stritten sich darum, wer Flierl Frau und Kinder in der Hängematte zur Küste tragen durfte.
An Fest Erscheinung des Herrn 1904 wurden die ersten beiden jungen Ureinwohner getauft.

#### Missionsstation Heldsbach
Später gründete Flierl und die Station Heldsbach (1904). Als Feldleiter der Mission erreichte Flierl, dass die Neuendettelsauer Missionare auch nach dem Ersten Weltkrieg in Neuguinea weiterarbeiten durften. Flierl selbst blieb bis 1930 in Neuguinea. Bis zu diesem Zeitpunkt entstanden 18 Missionsstationen und 25.000 Christen wurden getauft.
Heute ist die Evangelisch-Lutherische Kirche von Papua-Neuguinea mit über einer Million Mitgliedern (1.269.361 laut der letzten Volkszählung von 2011) die größte evangelische Kirche im pazifischen Raum.

## Würdigung
1972 wurde der Flierl Place in Canberra nach Johann Flierl benannt, in Neuendettelsau, dem Ort seiner Ausbildung, ist eine Straße nach Johann Flierl benannt. Am 29. Januar 1991 wurde auch in Sulzbach-Rosenberg eine Straße nach ihm benannt.

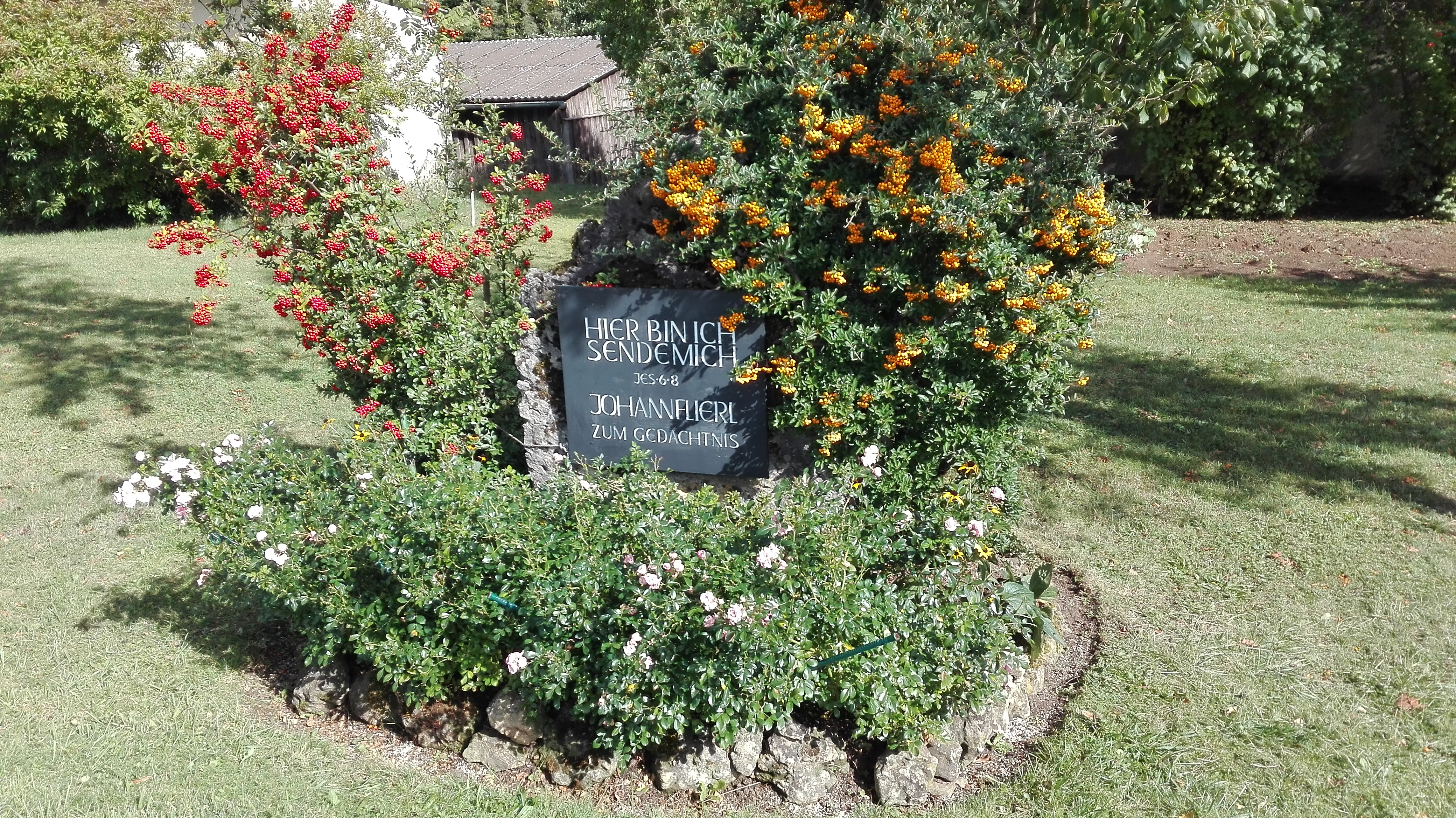

In Buchhof, Flierls Geburtsort, befindet sich ein Gedenkstein für Johann Flierl. Er trägt die Aufschrift: „Hier bin ich. Sende mich. Jesaia 6,8. Johann Flierl zum Gedächtnis.“
Noch heute wird am 12. Juli, dem Tag, an dem Johann Flierl im Jahr 1886 in Papua-Neuguinea angekommen war, der „Johann-Flierl-Gedenktag“ begangen.
Am Reformationstag, dem 31. Oktober 2019 eröffnete der Regionalbischof Klaus Stiegler das vom Förderverein Leben und Wirken des Missionars Johann Flierl e. V. initiierte Johann Flierl Museum in Fürnried. Das Museum befindet sich im ersten Stock des Schulgebäudes, das Johann Flierl von 1864 bis 1871 besuchte. Es umfasst zwei Räume. Ein Raum widmet sich dem Leben und Wirken Flierls, der zweite Raum bietet Informationen zum Land Papua-Neuguinea. Im Museum sind u. a. ein von Mission EineWelt als Leihgabe überlassener Taufblock, eine Kreuzigungsgruppe und ein Hausmodell zu sehen.

## Veröffentlichungen
- Johann Flierl: Dreißig Jahre Missionsarbeit in Wüsten und Wildnissen. Verlag des Missionshauses Neuendettelsau, Neuendettelsau 1910, DNB 114065067X, urn:nbn:de:101:1-2017121013750.
- Johann Flierl: Im Busch verirrt. ernste u. heitere Geschichten f. Kinder aus d. Neuendettelsauer Mission in Kaiser-Wilhelmsland. Verlag des Missionshauses Neuendettelsau, Neuendettelsau 1910, DNB 579827887.
- Johann Flierl: In den Missionsdienst! Reisebrief e. alten Missionars an s. Sohn im Missionshaus. Verlag des Missionshauses Neuendettelsau, Neuendettelsau 1913, DNB 362475466.
- Johann Flierl: Wie ich Missionar wurde und meinen Weg nach Australien und Deutsch-Neuguinea fand. Verlag des Missionshauses Neuendettelsau, Neuendettelsau 1919, DNB 1140650491, urn:nbn:de:101:1-2017121013538.
- Johann Flierl: Was Gott auf Neuguinea in mehr als vier Jahrzehnten getan hat und was Gott von den Christen in der Heimat erwartet. Zugleich ein Rückblick auf mein Leben. Verlag des Missionshauses Neuendettelsau, Neuendettelsau 1928, DNB 1140651137, urn:nbn:de:101:1-201712177057.
- Johann Flierl: Gottes Wort in den Urwäldern von Neuguinea. Verlag des Missionshauses Neuendettelsau, Neuendettelsau 1929, DNB 579827925.
- Johann Flierl: Als erster Missionar in Neuguinea : Ein Grußwort d. Gründers unserer Neuguinea-Mission. Freimund Verlag, Neuendettelsau 1936, DNB 579827852.
- Johann Flierl: 60 Jahre im Missionsdienst. Freimund Verlag, Neuendettelsau 1938, DNB 573368341.